# Arrondissements du Doubs

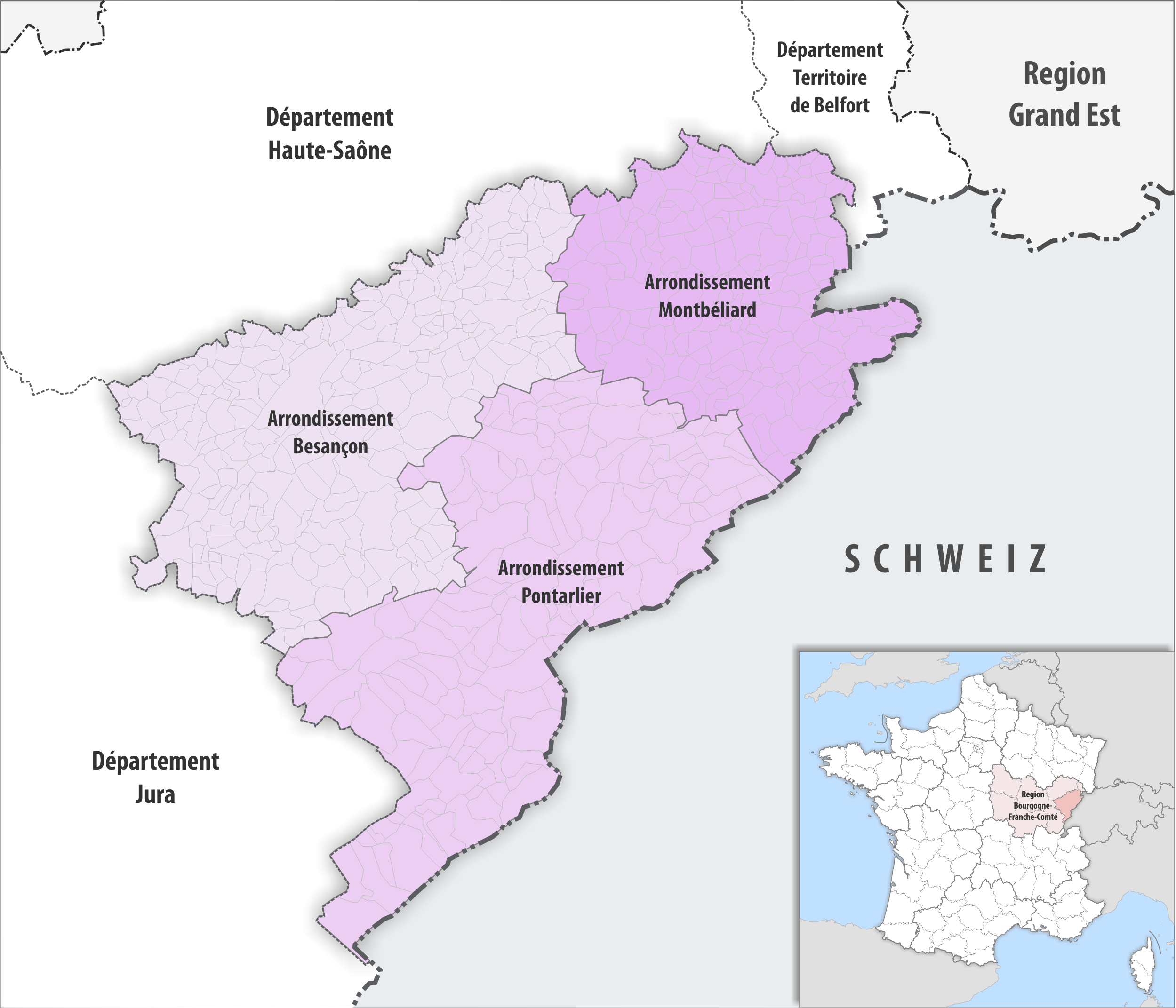
Les arrondissements du Doubs en 2019.

Le département du Doubs comprend trois arrondissements.

## Composition
| Nom                           | Code Insee | Superficie (km2) | Population (dernière pop. légale) | Densité (hab./km2) | Modifier             |
| ----------------------------- | ---------- | ---------------- | --------------------------------- | ------------------ | -------------------- |
| Arrondissement de Besançon    | 251        | 1 926,40         | 254 489 (2022)                    | 132                | modifier les données |
| Arrondissement de Montbéliard | 252        | 1 255,70         | 175 105 (2022)                    | 139                | modifier les données |
| Arrondissement de Pontarlier  | 253        | 2 050,50         | 119 068 (2022)                    | 58                 | modifier les données |
| Doubs                         | 25         | 5 234,00         | 548 662 (2022)                    | 105                | modifier les données |

## Histoire
- 1790 : création du département du Doubs avec six districts : Baume, Besançon, Ornans, Pontarlier, Quingey, Saint-Hippolyte
- 1800 : création des arrondissements : Baume-les-Dames, Besançon, Pontarlier, Saint-Hippolyte
- 1816 : la sous-préfecture de Saint-Hippolyte est déplacée à Montbéliard
- 1926 : suppression de l'arrondissement de Baume-les-Dames